# 欧布瓦河畔拉盖尔什
欧布瓦河畔拉盖尔什（法語：La Guerche-sur-l'Aubois，法語發音：[la ɡɛʁʃ syʁ lobwa]），法国中部城市，中央-卢瓦尔河谷大区谢尔省的一个市镇，隶属于圣阿芒蒙龙区，其市镇面积为52.7平方公里，2022年1月1日时人口数量为3,187人，在法国城市中排名第3,509位。
欧布瓦河畔拉盖尔什位于谢尔省东部，欧布瓦河畔，是一个区域性的中心城市，维耶尔宗－桑凯兹铁路经过此地并设有车站，另有多条公路在此交汇。

## 地名来源
“盖尔什”一名可能来源于日耳曼语“werki”或“wirkia”，意为“防御设施”。
法国大革命期间，当地的官方名称曾为“Gravier la Guerche”。

## 历史
欧布瓦河畔拉盖尔什的早期历史尚不清楚，中世纪时，拉盖尔什长期为贝里的一处普通村落。法国大革命后，欧布瓦河畔拉盖尔什成为谢尔省的一个市镇。工业革命期间，途径欧布瓦河畔拉盖尔什的维耶尔宗－桑凯兹铁路和欧布瓦河畔拉盖尔什－马赛莱索比尼铁路相继建成通车，其所在的欧布瓦河谷地区出现了琉璃工业。1878年，拉盖尔什跑马场建成，当地出现了马术运动协会。二战初期，欧布瓦河畔拉盖尔什曾接纳了多名西班牙内战难民。21世纪后，欧布瓦河谷兴建了休闲绿道，成为卢瓦尔河谷游览项目的一部分。2016年，欧布瓦河畔拉盖尔什火车站的主站房关闭并停止人工售票服务，此举曾引发当地居民及铁路工会的不满。

## 地理

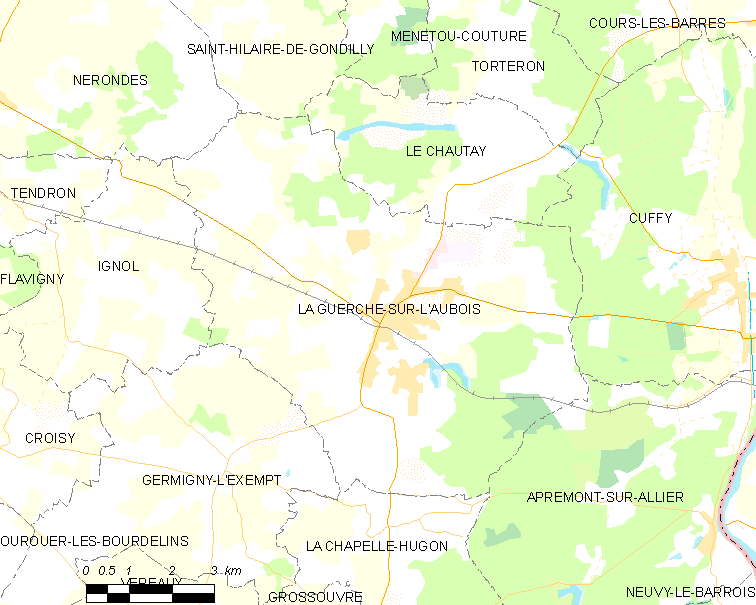
欧布瓦河畔拉盖尔什市镇范围地图

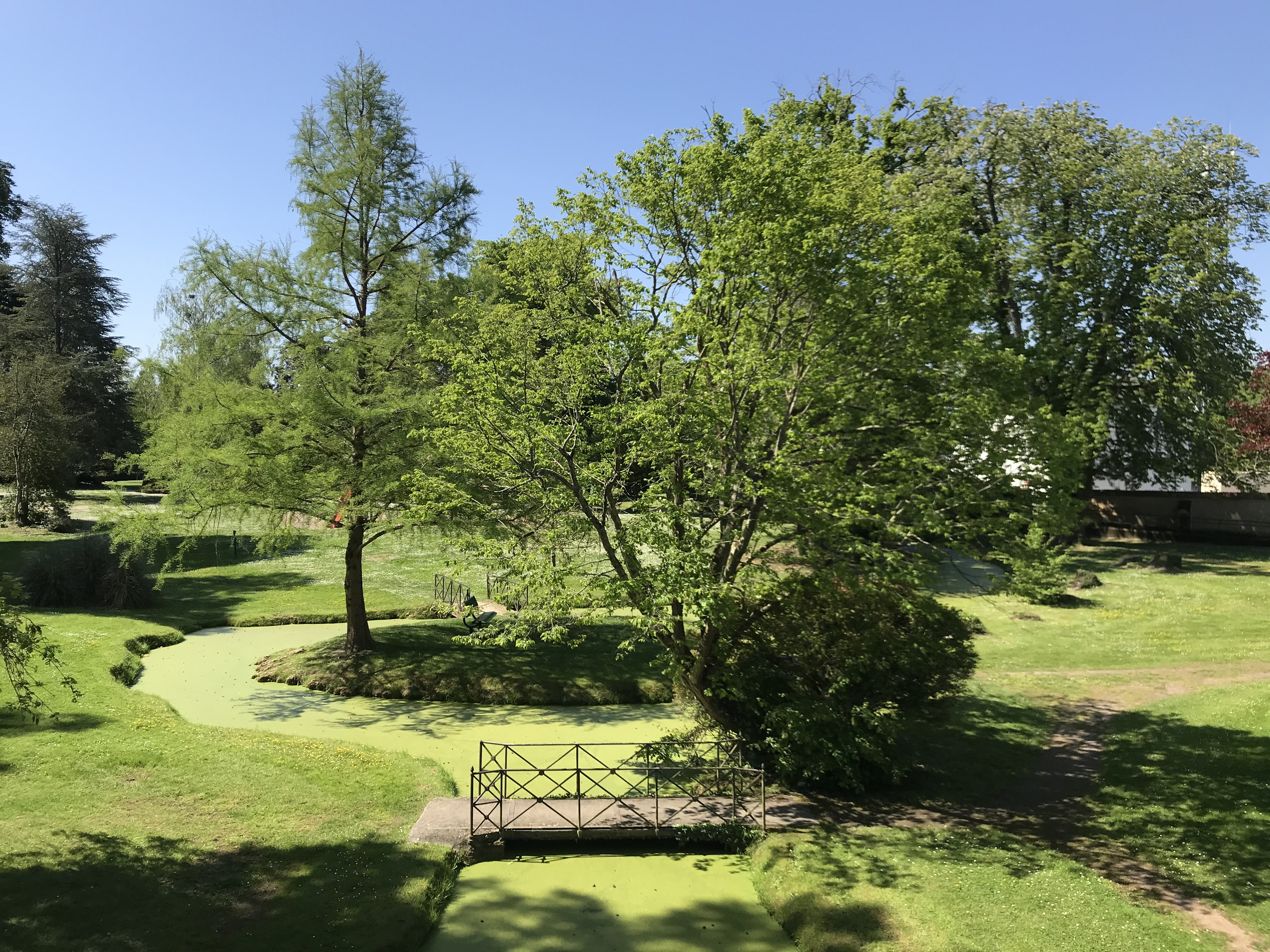
欧布瓦河畔拉盖尔什公园

欧布瓦河畔拉盖尔什位于法国中部，中央-卢瓦尔河谷大区东南部和谢尔省东南部，距离省会布尔日大约46公里。与欧布瓦河畔拉盖尔什接壤的市镇包括：阿列河畔阿普勒蒙、拉沙佩勒于贡、勒绍泰、屈菲、热尔米尼莱克桑、伊尼奥勒、内龙德、圣伊莱尔德贡迪伊。

### 地形
欧布瓦河畔拉盖尔什位于贝里平原东部腹地，境内以平原为主，市镇中心地势较为平坦，北部略有起伏，全境海拔在175到222米之间。

### 水文
欧布瓦河畔拉盖尔什位于卢瓦尔河流域范围内，欧布瓦河自南向北流经境内，人工开凿的贝里运河则从该河右岸平行经过欧布瓦河畔拉盖尔什市区。

### 植被
欧布瓦河畔拉盖尔什属于温带阔叶混交林区，镇中心的莫里斯·菲瑟利埃公园（Parc Maurice Fuselier）是当地主要的城市绿地。
在鲜花城市的评比中，欧布瓦河畔拉盖尔什被评为1星级鲜花城市。

### 气候
欧布瓦河畔拉盖尔什在柯本气候分类法中属于温带海洋性气候。

## 行政区划
欧布瓦河畔拉盖尔什的市镇编号为18108，邮政编号为18150。
在行政管理方面，欧布瓦河畔拉盖尔什隶属于法国中央-卢瓦尔河谷大区谢尔省圣阿芒蒙龙区；在地方选举方面，欧布瓦河畔拉盖尔什是欧布瓦河畔拉盖尔什县的中央投票站所在地，其市镇范围全境被划入谢尔省第三选区；在社会管理方面，欧布瓦河畔拉盖尔什是贝里门-欧布瓦河与卢瓦尔河之间市镇公共社区的组成部分。
法国国家统计与经济研究所（简称）在进行数据统计时，将欧布瓦河畔拉盖尔什单独设为欧布瓦河畔拉盖尔什城市核心区，但未将其划入任何城市区（）内。自2020年起，欧布瓦河畔拉盖尔什被划入包含93个市镇的讷韦尔城市辐射区代替。此外，还将欧布瓦河畔拉盖尔什市镇整体看作一个“块区”（IRIS），以便于统计人口分布情况。

## 交通

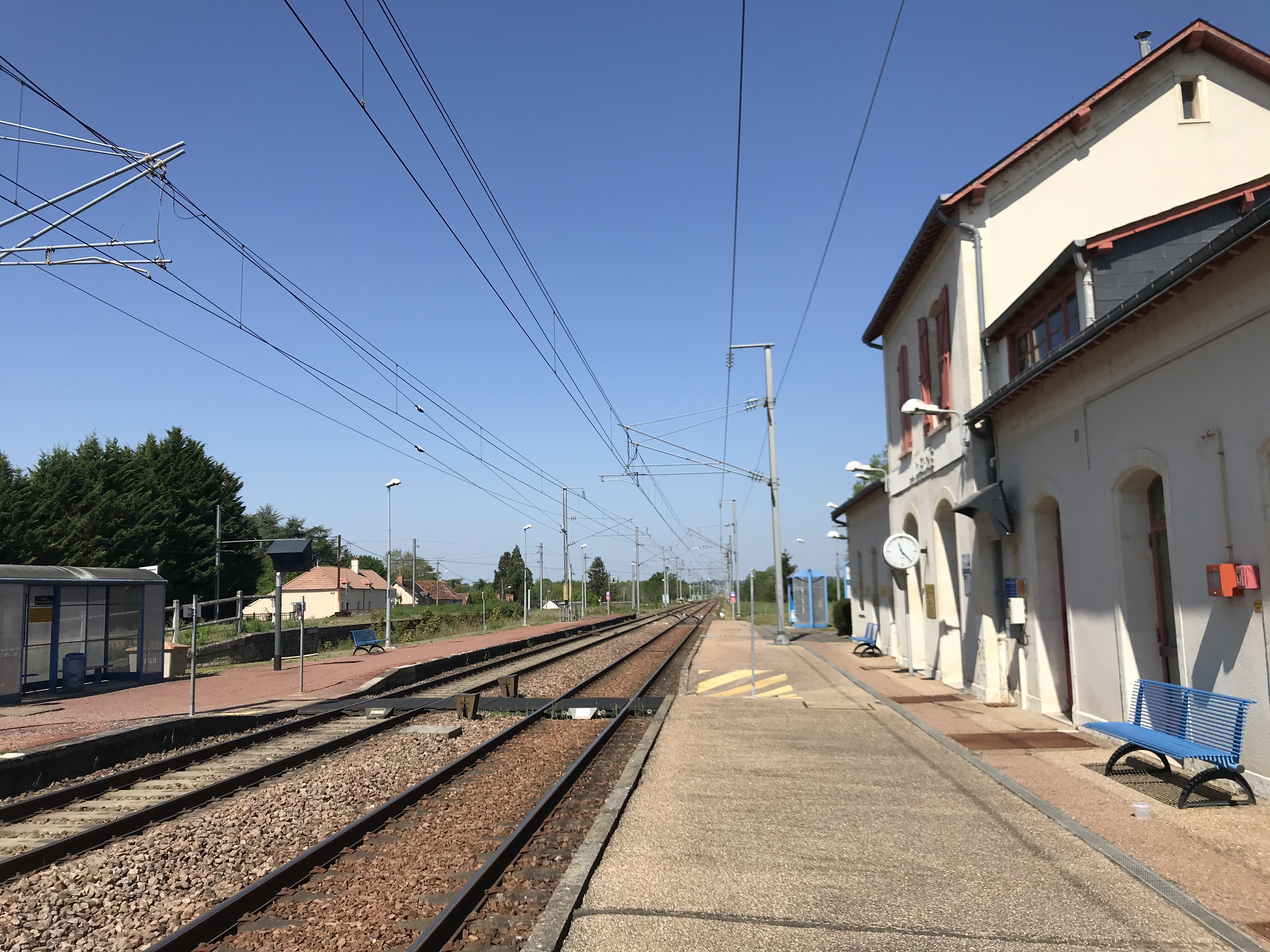
欧布瓦河畔拉盖尔什火车站的站台

### 公路
谢尔省省道D15线、D48线、D200线、D920线和D976线在欧布瓦河畔拉盖尔什境内交汇。
2018年，68.8%的欧布瓦河畔拉盖尔什家庭拥有至少一辆私人汽车。2019年，欧布瓦河畔拉盖尔什境内共发生各类交通事故1起，造成1人受伤。
| 7 | 55 |

| 37 | 19 |

| 布尔日 | 46 |

| 卢瓦尔河畔拉沙里泰 | 32 |

| 讷韦尔 | 21 |

| 瓦雷讷-沃泽勒 | 21 |

| 圣阿芒蒙龙 | 51 |

| 桑宽 | 15 |

### 铁路
欧布瓦河畔拉盖尔什位于维耶尔宗－桑凯兹铁路上。欧布瓦河畔拉盖尔什站位于市区南部，停靠往返于布尔日和讷韦尔一线的区域列车。

### 航空
距离欧布瓦河畔拉盖尔什最近的民用航空站为布尔日机场，距离欧布瓦河畔拉盖尔什市中心的公路里程约49公里，该机场暂无固定航线，仅季节性开行定制包机航班。

### 城市公共交通
截止2022年9月，欧布瓦河畔拉盖尔什暂无城市公共交通系统。

## 政治

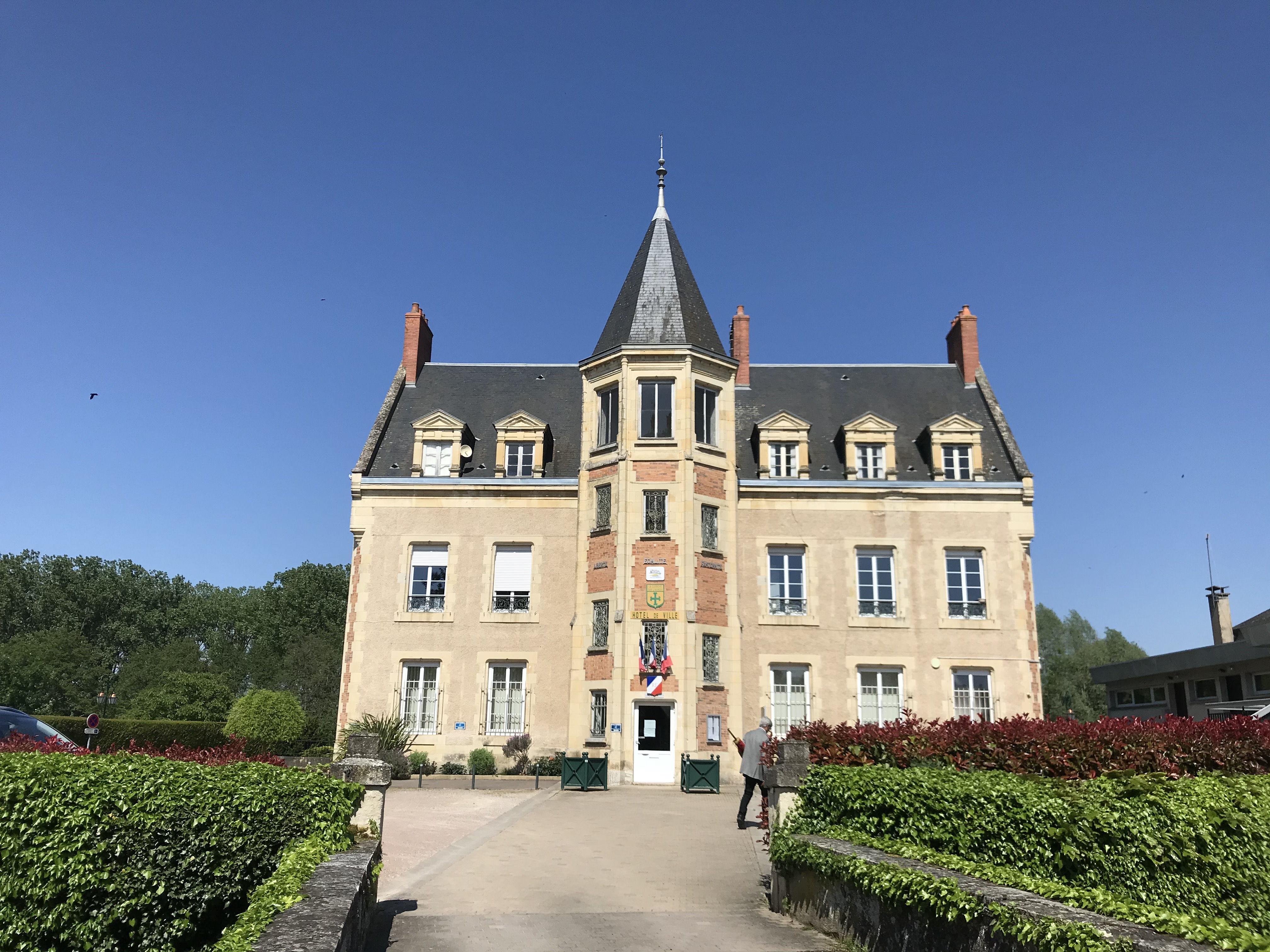
欧布瓦河畔拉盖尔什市政厅

欧布瓦河畔拉盖尔什的现任市长为皮埃尔·迪卡斯泰尔先生（Pierre DUCASTEL），他是一名无党派人士，在2020年的市政选举中获得了51.84%的支持率。
在2022年的法国总统大选中，法国极右翼政党国民阵线主席玛丽娜·勒庞在欧布瓦河畔拉盖尔什获得了58.61%的支持率。

## 人口
2019年，欧布瓦河畔拉盖尔什市镇人口数量为3,225，在法国排名第3,509位。其中男性1,515人，女性1,662人，75岁及以上人口占13.3%，外籍人口数量为46人，人口密度为60人/平方公里，当地居民被称为（男性）或（女性）。2020年，欧布瓦河畔拉盖尔什境内出生26人，死亡人口50人。
| 欧布瓦河畔拉盖尔什1901年－2019年人口变化情况 |
|                                              |
| 数据来源：Cassini、INSEE                     |

## 经济
欧布瓦河畔拉盖尔什是一个区域性的中心城市。截止2022年11月，欧布瓦河畔拉盖尔什市镇范围内共有各类用人单位（包含自雇）334家，平均历史为20年，其中98.68%为中小型企业（PME），2022年9月至11月间，当地的经济活力指数为0.3%。（工业机械）、（工业机械）和（液压切割）是当地2021年营业额最高的三个企业，分别为5,743,410欧元、1,119,926欧元和627,383欧元。

## 财政与居民收入
2020年，欧布瓦河畔拉盖尔什的财政收入总额为3,070,610欧元，财政支出总额为2,755,690欧元，当年的债务总额为934,090欧元。2021年，欧布瓦河畔拉盖尔什市镇共获得838,437欧元的国家财政补助，比上一年增加了2.39%。
2020年，欧布瓦河畔拉盖尔什的人均月收入总额为2,041欧元，其中高级职员为3,547欧元，低于法国平均水平（4,230欧元）；中级职员为2,394欧元，低于法国平均水平（2,411欧元）；普通职员为1,639欧元，亦低于法国平均水平（1,740欧元）。
2018年，欧布瓦河畔拉盖尔什境内的青壮年（15至64岁）失业率为11.9%，当地44.4%的家庭拥有纳税资格，平均纳税1,561欧元，低于法国平均水平（3,910欧元）。

## 社会事务

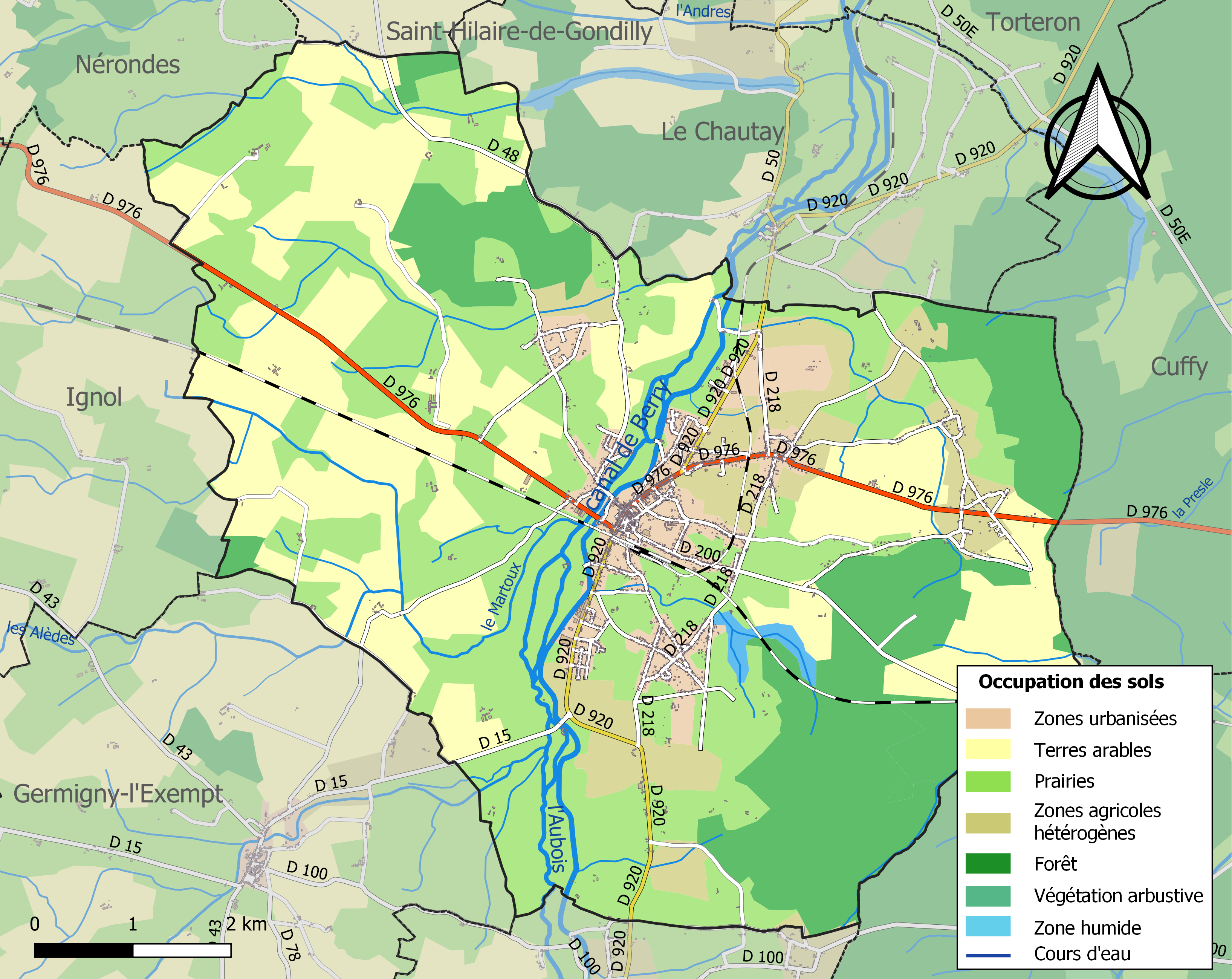
欧布瓦河畔拉盖尔什土地利用情况地图

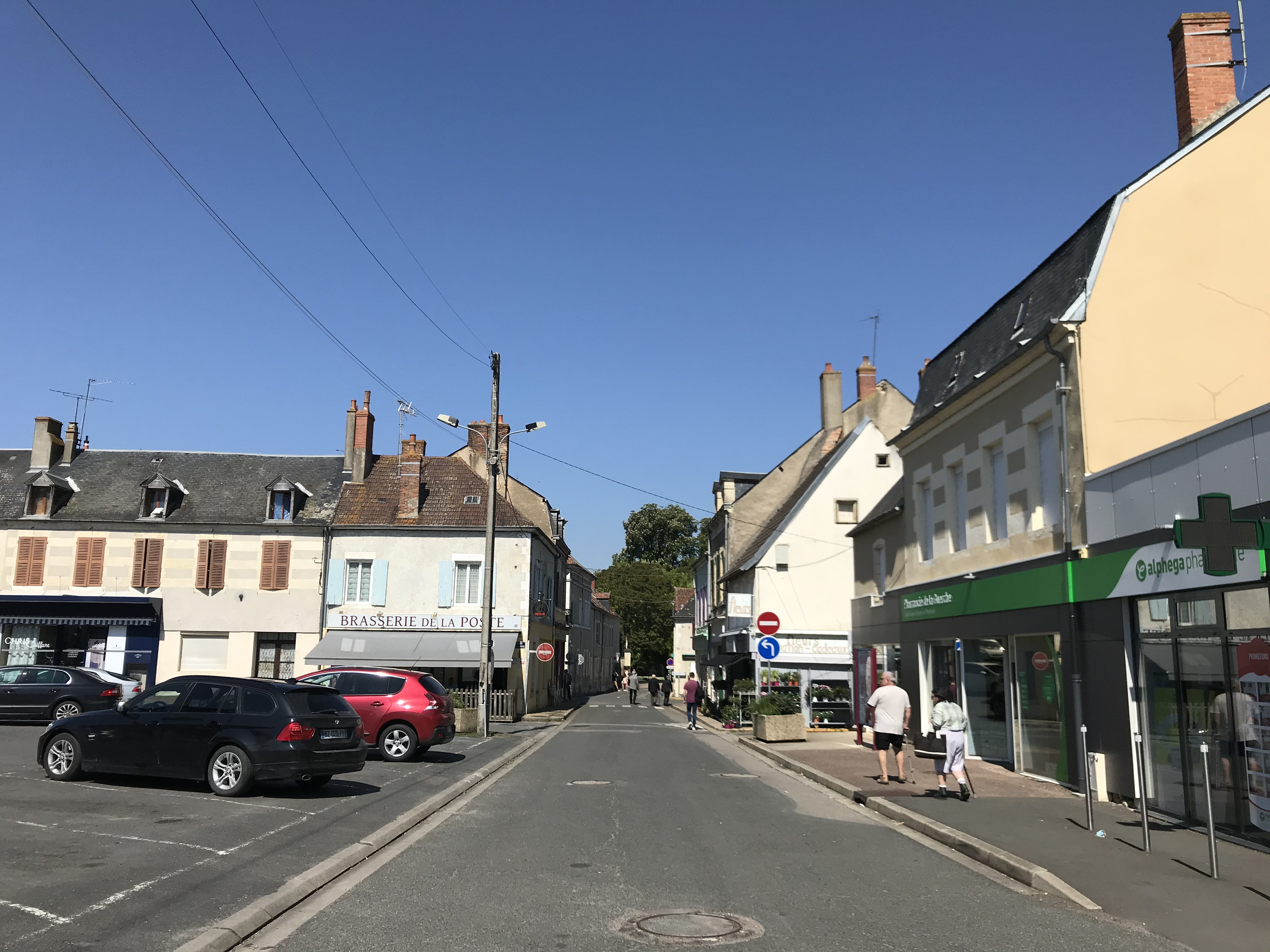
欧布瓦河畔拉盖尔什镇中心的殉难者街

### 教育
欧布瓦河畔拉盖尔什属于奥尔良-图尔学区。截止2020年1月1日，欧布瓦河畔拉盖尔什境内共有2所幼儿园、1所小学和1所初级中学。2018至2019学年度，欧布瓦河畔拉盖尔什境内共有在校中等教育阶段学生378名。

### 医疗
截止2020年1月1日，欧布瓦河畔拉盖尔什境内共有全科医生3名、保健师1名、牙医1名和护士5名。境内共有药房1家。
距离欧布瓦河畔拉盖尔什最近的区域性医疗机构为讷韦尔城市圈中心医院（Centre Hospitalier de l'Agglomération de Nevers），其主病区位于讷韦尔市区西部，距离欧布瓦河畔拉盖尔什市区的正常车程约24分钟，该院设有床位495个，是当地规模最大的公立综合性医院。
2022年2月，欧布瓦河畔拉盖尔什境内新建了一处野生动物医院。

### 住房
2018年，欧布瓦河畔拉盖尔什境内共有各类住房1,926套，其中89.3%为独立式居民区，10.5%为集中式居民区。常住房屋占欧布瓦河畔拉盖尔什市镇范围内居民建筑总量的78.4%。
在住房保障政策方面，2020年，欧布瓦河畔拉盖尔什境内共有251户家庭获得了住房经济补助，受益人数占总人口数量的7.8%，其中215份为房租补助。

### 商业
2019年，欧布瓦河畔拉盖尔什境内共有各类实体商铺70家，其中餐厅5家、大型超市2家、杂货店2家、面包房4家、肉铺3家、书店1家、装饰品店1家、银行门店2家、美容美发店3家、汽车维修店4家。市区南部建有一家Netto超市。

### 体育
2020年，欧布瓦河畔拉盖尔什境内共有1家游泳池、1间体育馆、2处网球场、1处马术场以及2处足球或橄榄球场。
截至2022年9月，盖尔什人运动员俱乐部（Club Athletique Guerchois，编号505075）是欧布瓦河畔拉盖尔什境内唯一的一家注册足球俱乐部，其主队2022至2023赛季参加谢尔省足球联赛乙组（法国第十级别），其主场为亨利·扎诺特球场（Stade Henri Zanotte）。

### 环境
欧布瓦河畔拉盖尔什的环境事务由其所属的贝里门-欧布瓦河与卢瓦尔河之间市镇公共社区联合各级政府协调负责。2019年，欧布瓦河畔拉盖尔什境内共有1家污染企业。

### 治安
2019年，欧布瓦河畔拉盖尔什市镇范围内有1处宪兵队。
欧布瓦河畔拉盖尔什及其附近的共124个市镇是圣阿芒蒙龙国家宪兵队（zone gendarmerie de Saint-Amand-Montrond）的管辖范围。2020年，该宪兵队累计记录各类案件2,021起，其中盗窃类案件1,040起，经济类案件255起，毒品交易类案件68起。

## 文化
2020年，欧布瓦河畔拉盖尔什境内暂无任何文化设施。欧布瓦河畔拉盖尔什市政府提供让-保罗·鲁西约多媒体中心（Médiathèque Jean-Paul Roussillot），每周二至六向公众开放。

### 建筑
欧布瓦河畔拉盖尔什境内有多处历史建筑，其中欧布瓦河畔拉盖尔什圣埃蒂安教堂为法国国家文物保护单位，也是当地的地标性建筑物。

### 旅游
欧布瓦河畔拉盖尔什的旅游事务由其所属的贝里门-欧布瓦河与卢瓦尔河之间市镇公共社区负责。2021年，欧布瓦河畔拉盖尔什境内共有1家酒店共计10间房间；另有1个露营地，可容纳共41辆露营车。

### 媒体
法国主要的媒体均可在欧布瓦河畔拉盖尔什接收，法国电视三台下属的中央-卢瓦尔河谷大区频道在部分时段播出欧布瓦河畔拉盖尔什所属区域的地方新闻。蓝色法兰西贝里广播、震动广播、《贝里共和报》、《中部日报》等是当地主要的地方性媒体。

## 友好城市
截至2022年9月，欧布瓦河畔拉盖尔什暂未建立任何友好城市关系。